# Triloculinella
Triloculinella es un género de foraminífero bentónico de la subfamilia Miliolinellinae, de la familia Hauerinidae, de la superfamilia Milioloidea, del suborden Miliolina y del orden Miliolida. Su especie tipo es Triloculinella obliquinodus. Su rango cronoestratigráfico abarca desde el Oligoceno hasta la Actualidad.

## Discusión
Clasificaciones más recientes han incluido Triloculinella en la Subfamilia Scutulorinae, de la Familia Quinqueloculinidae.

## Clasificación
Triloculinella incluye a las siguientes especies:
- Triloculinella bhallai
- Triloculinella chiastocytis, también aceptado como Miliolinella chiastocytis
- Triloculinella dilatata
- Triloculinella elizabethae
- Triloculinella hornibrooki
- Triloculinella obliquinodus
- Triloculinella parisa
- Triloculinella pseudooblonga
- Triloculinella sublineata
- Triloculinella tegminis

Otra especie considerada en Triloculinella es:
- Triloculinella antarctica, aceptado como Miliolinella antarctica
- Triloculinella pilasensis, aceptado como Miliolinella pilasensis
- Triloculinella procera, aceptado como Quinqueloculina procera